# Åke Hultin
Erik Åke Hultin, född 2 juli 1917 i Stockholm, död 4 juli 1999, var en svensk officer i Armén.

## Biografi
Hultin  blev fänrik i Armén 1939. Han befordrades till löjtnant 1941, till kapten 1947, till major 1957, till överstelöjtnant 1961, till överste 1964 och till överste av 1:a graden 1975.
Hultin  inledde sin militära karriär i Armén vid Livregementets grenadjärer (I 3). Åren 1950–1955 tjänstgjorde han vid generalstaben, arméstaben och försvarsstaben. Åren 1955–1957 vid Upplands regemente (I 8). Åren 1958–1960 var han förste lärare samt ställföreträdande chef för Krigsskolan. Åren 1960–1961 var han avdelningschef vid arméstaben. Åren 1961–1964 tjänstgjorde han återigen vid Livregementets grenadjärer. Åren 1964–1968 var han chef för Infanteriets stridsskola (InfSS). Åren 1968–1972 var han försvarsattaché i Storbritannien och Nederländerna. Åren 1972–1977 var han sekundchef vid Livregementets grenadjärer och åren 1975–1977 även försvarsområdesbefälhavare för Örebro försvarsområde. Trots att titeln sekundchef utgick genom den nya regeringsformen 1975, bibehöll Hultin titeln fram till sin pensionering 1977.